# Einar Hennings
Einar Hennings, född 2 december 1884 i Eskilstuna i Södermanlands län, död 10 december 1965, var en svensk diplomat, jurist och ämbetsman.

## Biografi
Einar Hennings tog juris kandidatexamen vid Uppsala universitet 1907. Han blev efter en tids tjänstgöring i Finansdepartementet amanuens på detta departement 1914, förste kanslisekreterare 1920 och statssekreterare 1920. År 1920 utnämndes Hennings till statssekreterare och expeditionschef för Handelsdepartementet samt även förste kanslisekreterare vid samma departement. Efter att ha fungerat som regeringens representant i olika handels- och sjöfartsavtal blev han sändebud till Schweiz, Ungern och Österrike med säte i Bern. Han var kabinettssekreterare 1928–1931 och därefter minister i Warszawa från 1931, i Bukarest från 1933, i Paris från 1934 och slutligen i Vichy från 1940. Han återvände 1944 till Stockholm.
År 1935 blev Hennings hedersordförande för Svenska handelskammaren i Frankrike. Han är begravd på Norra begravningsplatsen utanför Stockholm.

## Utmärkelser

### Svenska utmärkelser
- Konung Gustaf V:s jubileumsminnestecken med anledning av 70-årsdagen, 1928.[4]
- Kommendör med stora korset av Nordstjärneorden, 6 juni 1935.[5]
- Kommendör av första klassen av Nordstjärneorden, 6 juni 1927.[6]
- Kommendör av andra klassen av Nordstjärneorden, 6 juni 1923.[7]
- Riddare av Nordstjärneorden, 1920.[8]

### Utländska utmärkelser
- Storkorset av Lettiska Tre Stjärnors orden, tidigast 1928 och senast 1930.[9][10]
- Storkorset av Polska Polonia Restituta, tidigast 1931 och senast 1935.[4][11]
- Kommendör av första klass av Polska Polonia Restituta, tidigast 1925 och senast 1928.[9][12]
- Storkorset av Rumänska kronorden, tidigast 1931 och senast 1935.[4][11]
- Storkorset av Spanska Civilförtjänstorden, tidigast 1928 och senast 1930.[9][10]
- Första klassen av Ungerska förtjänstkorset, tidigast 1928 och senast 1930.[9][10]
- Storkorset av Österrikiska Hederstecknet, tidigast 1928 och senast 1930.[9][10]
- Storofficer av Franska Hederslegionen, tidigast 1935 och senast 1940.[11][13]